# Liste der Eisenbahnstrecken in den Niederlanden

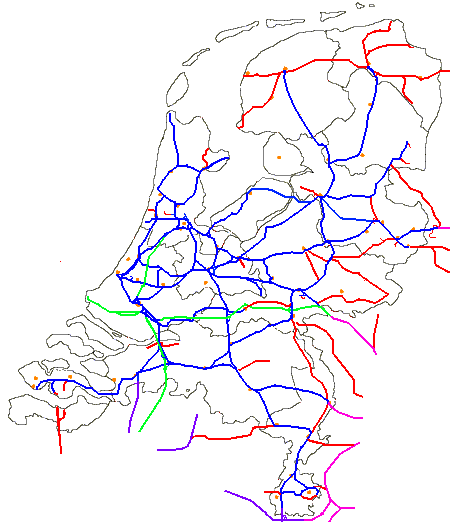
Elektrifizierung des Schienennetzes:
elektrifiziert 1500 V DC
elektrifiziert 25 kV AC 50 Hz
elektrifiziert 3000 V DC (Belgien)
elektrifiziert 15 kV AC 16,7 Hz (Deutschland)
nicht elektrifiziert

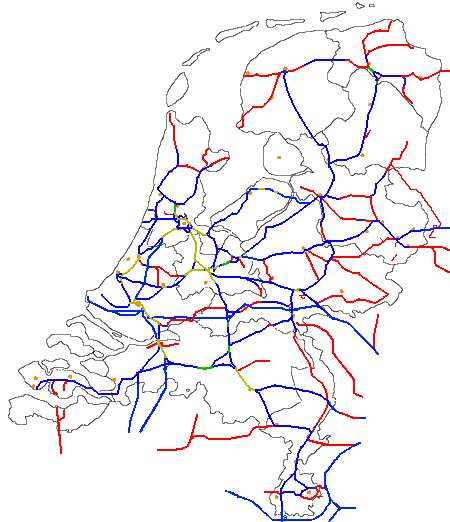
Gleisanzahl des Schienennetzes:
Einspurig
Zweispurig
3-spurig
4-spurig

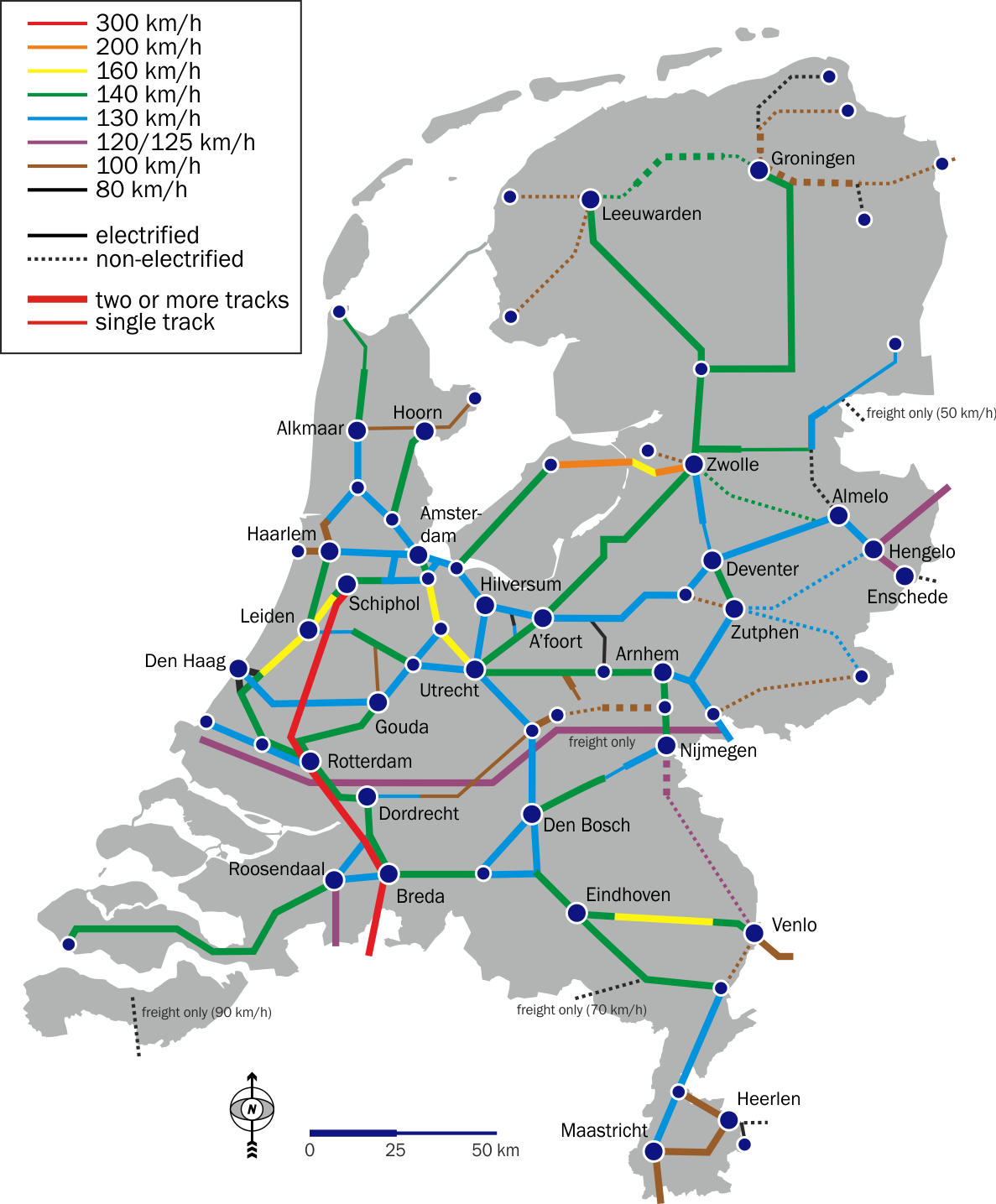
Höchstgeschwindigkeiten auf dem Schienennetz

Die Niederlande verfügen über ein ca. 2800 km langes Schienennetz. Drei Viertel davon sind elektrifiziert, ein Drittel ist eingleisig. Mit Ausnahme einiger Schmalspur-Industriebahnen sind die Bahnstrecken in den Niederlanden ausschließlich in Normalspur gebaut.

## Liste der Bahnstrecke nach Provinz
Im Gegensatz zu den Autobahnen der Niederlande und den Bahnstrecken in Belgien werden für die Bahnstrecken keine Liniennummern verwendet, deswegen haben die Linien einfach den Namen des Start- und Endbahnhofs.

### Groningen
- Bahnstrecke Groningen–Delfzijl
- Bahnstrecke Groningen–Weiwerd (aufgehoben)
- Bahnstrecke Harlingen–Nieuwe Schans
- Bahnstrecke Jhrhove–Nieuwe Schans
- Bahnstrecke Meppel–Groningen
- Bahnstrecke Groningen–Roodeschool
- Bahnstrecke Stadskanaal–Ter Apel Rijksgrens
- Bahnstrecke Stadskanaal–Zuidbroek
- Bahnstrecke Winsum–Zoutkamp (aufgehoben)
- Bahnstrecke Zuidbroek–Delfzijl (aufgehoben)
- Bahnstrecke Zwolle–Stadskanaal

### Friesland
- Bahnstrecke Arnhem–Leeuwarden
- Bahnstrecke Harlingen–Nieuwe Schans
- Bahnstrecke Leeuwarden–Anjum (aufgehoben)
- Bahnstrecke Leeuwarden–Stavoren
- Bahnstrecke Stiens–Harlingen (aufgehoben)
- Bahnstrecke Tzummarum–Franeker (aufgehoben)

### Drenthe
- Bahnstrecke Arnhem–Leeuwarden
- Bahnstrecke Gronau–Coevorden
- Bahnstrecke Assen–Stadskanaal (aufgehoben)
- Bahnstrecke Meppel–Groningen
- Bahnstrecke Stadskanaal–Ter Apel Rijksgrens
- Bahnstrecke Zwolle–Stadskanaal

### Overijssel
- Bahnstrecke Ahaus–Enschede Zuid
- Bahnstrecke Almelo–Salzbergen
- Bahnstrecke Apeldoorn–Deventer
- Bahnstrecke Apeldoorn–Zwolle (aufgehoben)
- Bahnstrecke Arnhem–Leeuwarden
- Bahnstrecke Boekelo–Oldenzaal (aufgehoben)
- Bahnstrecke Deventer–Almelo
- Bahnstrecke Deventer–Ommen
- Bahnstrecke Glanerbrug–Losser
- Bahnstrecke Hattem–Kampen Zuid
- Bahnstrecke Lelystad–Zwolle
- Bahnstrecke Mariënberg–Almelo
- Bahnstrecke Münster–Enschede
- Bahnstrecke Neede–Hellendoorn
- Bahnstrecke Doetinchem–Hengelo
- Bahnstrecke Utrecht–Kampen
- Bahnstrecke Zutphen–Glanerbeek
- Bahnstrecke Zwolle–Almelo
- Bahnstrecke Zwolle–Stadskanaal
- Bahnstrecke Zwolle–Kampen

### Flevoland
- Bahnstrecke Lelystad–Zwolle
- Bahnstrecke Weesp–Lelystad

### Gelderland
- Bahnstrecke Amsterdam–Arnhem
- Bahnstrecke Amsterdam–Zutphen
- Bahnstrecke Apeldoorn–Deventer
- Bahnstrecke Apeldoorn–Zwolle
- Bahnstrecke Arnhem–Nijmegen
- Bahnstrecke Arnhem–Leeuwarden
- Bahnstrecke Dieren–Apeldoorn
- Bahnstrecke Elst–Dordrecht
- Bahnstrecke Hattem–Kampen Zuid
- Bahnstrecke Kesteren–Amersfoort
- Bahnstrecke Nijkerk–Ede-Wageningen
- Bahnstrecke Nijmegen–Kleve
- Bahnstrecke Neede–Hellendoorn
- Bahnstrecke Nijmegen–Venlo
- Bahnstrecke Oberhausen–Arnhem
- Bahnstrecke Rotterdam–Zevenaar
- Bahnstrecke Doetinchem–Hengelo
- Bahnstrecke Tilburg–Nijmegen
- Bahnstrecke Utrecht–Boxtel
- Bahnstrecke Utrecht–Kampen
- Bahnstrecke Varsseveld–Dinxperlo
- Bahnstrecke Winterswijk–Neede
- Bahnstrecke Winterswijk–Zevenaar
- Bahnstrecke Zevenaar–Kleve
- Bahnstrecke Zutphen–Glanerbeek
- Bahnstrecke Zutphen–Winterswijk

### Utrecht
- Bahnstrecke Aalsmeer–Nieuwersluis-Loenen
- Bahnstrecke Amsterdam–Arnhem
- Bahnstrecke Amsterdam–Zutphen
- Bahnstrecke De Bilt–Zeist
- Bahnstrecke Den Dolder–Baarn
- Bahnstrecke De Haar–Rhenen
- Bahnstrecke Harmelen–Breukelen
- Bahnstrecke Hilversum–Lunetten
- Bahnstrecke Kesteren–Amersfoort
- Bahnstrecke Utrecht–Boxtel
- Bahnstrecke Utrecht–Rotterdam
- Bahnstrecke Utrecht–Kampen
- Bahnstrecke Woerden–Leiden

### Nordholland
- Bahnstrecke Aalsmeer–Amsterdam Willemspark (für Personen- und Güterverkehr geschlossen seit dem 3. September 1950 bzw. 28. Mai 1972)
- Bahnstrecke Aalsmeer–Haarlem (für Personen- und Güterverkehr geschlossen seit dem 31. Dezember 1935 bzw. 15. Dezember 1953)
- Bahnstrecke Aalsmeer–Nieuwersluis-Loenen (für Personen- und Güterverkehr geschlossen seit dem 3. September 1950 bzw. 1. Juni 1986)
- Bahnstrecke Amsterdam–Zutphen
- Bahnstrecke Amsterdam–Arnhem
- Bahnstrecke Amsterdam–Rotterdam
- Westringbahn
- Bahnstrecke Bovenkerk–Uithoorn
- Bahnstrecke Haarlem–Uitgeest
- Bahnstrecke Haarlem–Zandvoort
- Bahnstrecke Heerhugowaard–Hoorn
- Bahnstrecke Hilversum–Lunetten
- Bahnstrecke Hoofddorp–Leiden Heerensingel (für Personen- und Güterverkehr geschlossen seit dem 31. Dezember 1935)
- Bahnstrecke Hoorn–Medemblik (Heute: Museumstoomtram Hoorn–Medemblik)
- Bahnstrecke Nieuwediep–Amsterdam
- Bahnstrecke Santpoort Noord–IJmuiden (für Personen- und Güterverkehr geschlossen seit dem 25. September 1983 bzw. 1999)
- HSL Zuid (Schnellfahrstrecke Schiphol–Antwerpen)
- Bahnstrecke St. Pancras–Broek op Langedijk
- Bahnstrecke Uithoorn–Alphen aan den Rijn (für Personen- und Güterverkehr geschlossen seit dem 31. Dezember 1935)
- Schipholstrecke
- Flevostrecke
- Bahnstrecke Zaandam–Enkhuizen

### Südholland
- Bahnstrecke Amsterdam–Rotterdam
- Bahnstrecke Breda–Rotterdam
- Bahnstrecke Den Haag CS–Zoetermeer
- Bahnstrecke Elst–Dordrecht
- Bahnstrecke Gouda–Alphen aan den Rijn
- Bahnstrecke Gouda–Den Haag
- Bahnstrecke Hoofddorp–Leiden Heerensingel
- Bahnstrecke Rotterdam–Zevenaar
- Bahnstrecke Schiedam–Hoek van Holland
- HSL Zuid (Schnellfahrstrecke Schiphol–Antwerpen)
- Bahnstrecke Uithoorn–Alphen aan den Rijn
- Bahnstrecke Utrecht–Rotterdam
- Bahnstrecke Weesp–Leiden
- Bahnstrecke Woerden–Leiden
- Havenspoorlijn

### Zeeland
- Bahnstrecke Gent–Terneuzen
- Bahnstrecke Lewedorp–Vlissingen Sloehaven
- Bahnstrecke Mechelen–Terneuzen
- Bahnstrecke Roosendaal–Vlissingen

### Nordbrabant
- HSL Zuid (Schnellfahrstrecke Schiphol–Antwerpen)
- Bahnstrecke Antwerpen–Lage Zwaluwe
- Bahnstrecke Boxtel–Büderich
- Bahnstrecke Breda–Eindhoven
- Bahnstrecke Breda–Rotterdam
- Bahnstrecke Eindhoven–Weert
- Bahnstrecke Nijmegen–Venlo
- Bahnstrecke Roosendaal–Breda
- Bahnstrecke Roosendaal–Vlissingen
- Bahnstrecke Tilburg–Nijmegen
- Bahnstrecke Utrecht–Boxtel
- Bahnstrecke Venlo–Eindhoven

### Limburg
- Bahnstrecke Boxtel–Büderich
- Bahnstrecke Eindhoven–Weert
- Bahnstrecke Haltern–Venlo
- Bahnstrecke Heerlen–Schin op Geul
- Bahnstrecke Lüttich–Maastricht
- Bahnstrecke Maastricht–Hasselt
- Bahnstrecke Aachen–Maastricht
- Bahnstrecke Nijmegen–Venlo
- Bahnstrecke Schaesberg–Simpelveld
- Bahnstrecke Sittard–Herzogenrath

## Liste der grenzüberschreitenden Bahnstrecken

### Bahnstrecken von/nach Belgien
- HSL Zuid (Schnellfahrstrecke Schiphol–Antwerpen)
- Bahnstrecke Antwerpen–Lage Zwaluwe
- Bahnstrecke Winterslag–Eindhoven
- Bahnstrecke Maastricht–Hasselt
- Bahnstrecke Tilburg–Turnhout
- Bahnstrecke Lüttich–Maastricht
- Bahnstrecke Mechelen–Terneuzen
- Bahnstrecke Gent–Terneuzen

### Bahnstrecken mit Deutschland
(von Nord nach Süd)

#### Niedersachsen
- Bahnstrecke Ihrhove–Nieuweschans
- Bahnstrecke Gronau–Bentheim–Coevorden (Bentheimer Eisenbahn)
- Bahnstrecke Almelo–Salzbergen

#### NRW
- Bahnstrecke Ahaus–Enschede Zuid
- Bahnstrecke Münster–Glanerbeek
- Bahnstrecke Winterswijk–Bocholt (Bocholter Bahn)
- Bahnstrecke Winterswijk–Gelsenkirchen-Bismarck
- Bahnstrecke Oberhausen–Arnhem
- Bahnstrecke Boxtel–Büderich (Deutsche Linie)
- Bahnstrecke Büderich–Venlo
- Bahnstrecke Nijmegen–Kleve
- Bahnstrecke Zevenaar–Kleve
- Bahnstrecke Venlo–Viersen
- Bahnstrecke Weert–Roermond (Eiserner Rhein)
- Bahnstrecke Sittard–Heerlen–Herzogenrath
- Bahnstrecke Aachen–Maastricht

### Neue Bahnstrecken
- 1973 Lage Zwaluwe – Moerdijk (nur Güterverkehr)
- 1975 Den Haag CS – Den Haag Laan van NOI
- 1976 Den Haag HS – Den Haag CS
- 1977 Europoort – Maasvlakte (nur Güterverkehr)
- 1977 Leidschendam – Voorburg – Zoetermeer – Meerzicht (Zoetermeer Stadslijn; 1. Abschnitt)
- 1977 Zoetermeer Centrum West – Palenstein (Zoetermeer Stadslijn; 1. Abschnitt)
- 1978 Streckenanschluss Eemshaven – Roodeschool (nur Güterverkehr)
- 1978 Zoetermeer Palenstein – Seghwaert (Zoetermeer Stadslijn; 2. Abschnitt)
- 1978 Schiphol Airport – Amsterdam Zuid (Schiphollijn; 1. Abschnitt)
- 1979 Zoetermeer Seghwaert – Meerzicht (Zoetermeer Stadslijn; 3. Abschnitt)
- 1981 Maarn – Rhenen (Veenendaallijn)
- 1981 Schiphol Airport – Leiden (Schiphollijn; 2. Abschnitt)
- 1981 Amsterdam Zuid – Amsterdam RAI (Schiphollinie; 2. Abschnitt)
- 1983 Zaandam – Hemtunnel – Amsterdam Sloterdijk Noord
- 1983 Amsterdam Westhaven – Houtrakpolder – Hemtunnel
- 1986 Schiphol – Sloterdijk – Amsterdam Centraal (Schiphollijn; 3. Abschnitt; Westtak Ringspoorbaan)
- 1987 Weesp – Almere Buiten (Flevolijn; 2. Abschnitt)
- 1988 Almere Buiten – Lelystad (Flevolijn; 2. Abschnitt)
- 1992 Heerlen – Herzogenrath (*)
- 1993 Amsterdam RAI – Weesp (Schiphollijn 3. Abschnitt)
- 2001 Enschede – Gronau (Westfalen) (*)
- 2003 Hemboog zwischen Amsterdam Lelylaan en Zaandam
- 2003 Gooiboog zwischen Naarden-Bussum und Almere Muziekwijk
- 2005 Schiedam – Rotterdam Noord (Wiedereröffnung)
- 2006 Utrechtboog zwischen Amsterdam RAI und Amsterdam Bijlmer Arena.
- 2007 Rotterdam – Zevenaar (Betuweroute) (nur Güterverkehr)
- 2007 Schnellfahrstrecke HSL Zuid (Eröffnung: 2009)
- 2008 Lewedorp – Vlissingen Sloehaven (nur Güterverkehr)
- 2011 Veendam – Zuidbroek (*)
- 2012 Lelystad – Zwolle

(*): Wiederinbetriebnahme einer Bahnstrecke für Personenzüge, die entweder gar nicht oder nur noch vom Güterverkehr befahren wurde.